# Bill de Blasio
Bill de Blasio (8 de maig de 1961) és un polític demòcrata estatunidenc. Va ser alcalde de la ciutat de Nova York (2014-2022). Des de 2010 fins a 2013 ocupà el càrrec de Defensor Públic de la ciutat de Nova York, que serveix com un mediador entre l'electorat i el govern de la ciutat, i representa la primera posició en la línia successòria de l'alcalde.
El 5 de novembre de 2013, de Blasio va guanyar les eleccions a alcalde, rebent gairebé el 73% dels vots pel Partit Demòcrata dels Estats Units. Va ser el primer alcalde novaiorquès d'aquest partit des de 1993. El 16 de maig de 2019 va anunciar la seva candidatura a la presidència dels Estats Units però va suspendre la seva campanya el 20 de setembre.